# Ossido di cobalto(II,III)
L'ossido di cobalto(II,III) è uno spinello di cobalto di composizione CoO · Co2O3.
A temperatura ambiente si presenta come un solido nero inodore. È un composto nocivo, allergenico.